# Mitteldeutsche Medienförderung
Die Mitteldeutsche Medienförderung GmbH (MDM) ist die regionale Filmförderinstitution der Länder Sachsen, Sachsen-Anhalt und Thüringen mit Sitz in Leipzig.

## Geschichte
Die Gesellschaft wurde im Januar 1998 von den Ländern Sachsen, Sachsen-Anhalt und Thüringen gegründet. Ziel ist die Förderung der wirtschaftlichen Entwicklung der Film- und Medienbranche in diesen Bundesländern. Im November 1998 sind Mitteldeutscher Rundfunk und das ZDF als weitere Gesellschafter beigetreten.

## Förderung
Rund 14 Millionen Euro jährlich stehen für die Förderung der Bereiche Kino- und Fernsehfilmproduktionen, Nachwuchs, Drehbuch, Multimedia, Projektentwicklung, Verleih und Sonstige Maßnahmen zur Verfügung. Über die Vergabe der Mittel entscheidet der MDM-Vergabeausschuss viermal im Jahr.

## MDM Film Commission
Die MDM Film Commission unterstützt in- und ausländische Produktionsfirmen bei Dreharbeiten in Sachsen, Sachsen-Anhalt und Thüringen. Sie bildet sie Schnittstelle zwischen Filmschaffenden, regionalen Dienstleistern und Kommunen, hilft bei der Locationsuche und bei Drehgenehmigungsverfahren. Online werden umfangreiche und ständig aktualisierte Adress- und Motiv-Datenbanken zur Region bereitgestellt.
2003 wurden Servicestellen in Thüringen (Erfurt) und Sachsen (Dresden) eröffnet, 2013 in Sachsen-Anhalt (Halle).

## Auswahl geförderter Spielfilme
- Als wir träumten
- Bibi & Tina – Der Film
- Bibi & Tina: Voll verhext!
- Blöde Mütze!
- Bornholmer Straße
- Boxhagener Platz
- Carlos – Der Schakal
- Cloud Atlas
- Das kleine Gespenst
- Das letzte Schweigen
- Das weiße Band – Eine deutsche Kindergeschichte
- Der Medicus
- Der Mond und andere Liebhaber
- Der Rote Kakadu
- Der Turm
- Der Vorleser
- Die Abenteuer des Huck Finn
- Die Bücherdiebin
- Die geliebten Schwestern
- Die Maisinsel
- Die Päpstin
- Die Stille nach dem Schuss
- Die Vermessung der Welt
- Doktor Proktors Pupspulver
- Du hast es versprochen
- Ein russischer Sommer
- Elementarteilchen
- Fenster zum Sommer
- Frantz
- Goethe!
- Grand Budapest Hotel
- Inglourious Basterds
- Irina Palm
- Karger
- Kriegerin
- Lulu & Jimi
- Luther
- Milchwald
- Monuments Men – Ungewöhnliche Helden
- Pettersson und Findus – Kleiner Quälgeist, große Freundschaft
- Quellen des Lebens
- Rico, Oskar und die Tieferschatten
- Rico, Oskar und das Herzgebreche
- Rubinrot
- Saphirblau
- Schröders wunderbare Welt
- Schultze gets the blues
- Schussangst
- Schwerkraft
- Stereo
- Sushi in Suhl
- Tom Sawyer
- Vaya con Dios
- Unsere Mütter, unsere Väter
- Whisky mit Wodka
- Willenbrock
- Wintertochter
- Zimmer 205